# Robert Gammage

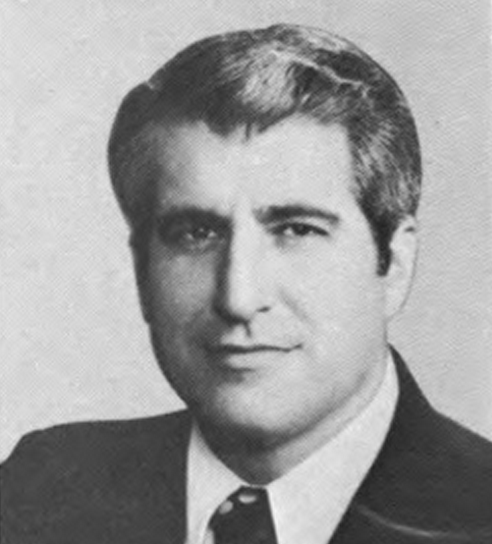
Robert Gammage

Robert Alton Gammage (* 13. März 1938 in Houston, Texas; † 10. September 2012 in Austin, Texas) war ein US-amerikanischer Jurist und Politiker. Zwischen 1977 und 1979 vertrat er den Bundesstaat Texas im US-Repräsentantenhaus.

## Werdegang
Robert Gammage besuchte die öffentlichen Schulen seiner Heimat und danach bis 1958 das Del Mar College in Corpus Christi. Zwischen 1959 und 1960 war er Soldat in der US Army. Anschließend studierte er bis 1963 an der University of Corpus Christi und dann bis 1965 an der Sam Houston State University in Huntsville. Nach einem Jurastudium an der University of Texas in Austin und seiner 1969 erfolgten Zulassung als Rechtsanwalt arbeitete er bis 1979 in Houston in diesem Beruf. Von 1965 bis 1995 gehörte Gammage der Reserve der US Navy an. In den 1960er Jahren war er an verschiedenen Universitäten in Texas als Dozent tätig. Zuletzt hielt er zwischen 1971 und 1973 juristische Vorlesungen am South Texas College of Law in Houston. Gleichzeitig schlug er als Mitglied der Demokratischen Partei eine politische Laufbahn ein. In den Jahren 1971 und 1973 war er Abgeordneter im Repräsentantenhaus von Texas; zwischen 1973 und 1976 gehörte er dem Staatssenat an.
Bei den Kongresswahlen des Jahres 1976 wurde Gammage im 22. Wahlbezirk von Texas in das US-Repräsentantenhaus in Washington, D.C. gewählt, wo er am 3. Januar 1977 die Nachfolge von Robert R. Casey antrat. Da er im Jahr 1978 nicht bestätigt wurde, konnte er bis zum 3. Januar 1979 nur eine Legislaturperiode im Kongress absolvieren. In den Jahren 1979 und 1980 war Gammage stellvertretender Attorney General des Staates Texas. Damals war er auch Sonderberater des Bundesenergieministeriums. Von 1980 bis 1982 praktizierte er in Austin als Anwalt; danach war er dort bis 1991 als Richter am Berufungsgericht tätig. Anschließend gehörte er bis 1995 dem Supreme Court of Texas an. Im Jahr 2006 strebte er erfolglos die Nominierung seiner Partei für die anstehenden Gouverneurswahlen an. Ansonsten arbeitete er zuletzt als Anwalt und juristischer Berater.